# Туряк Юліан Юрійович
Юліан Юрійович Туряк — молодший сержант Збройних сил України, учасник російсько-української війни, відзначився у ході протистояння російському вторгненню в Україну. Під час ведення бойових дій на території Київської області. 

## Нагороди
- орден «За мужність» III ступеня (2022) — за особисту мужність і самовіддані дії, виявлені у захисті державного суверенітету та територіальної цілісності України, вірність військовій присязі.